# Argyropelecus hemigymnus
Argyropelecus hemigymnus är en fiskart som beskrevs av Anastasio Cocco 1829. Argyropelecus hemigymnus ingår i släktet Argyropelecus och familjen pärlemorfiskar. IUCN kategoriserar arten globalt som livskraftig. Inga underarter finns listade i Catalogue of Life.

## Bildgalleri

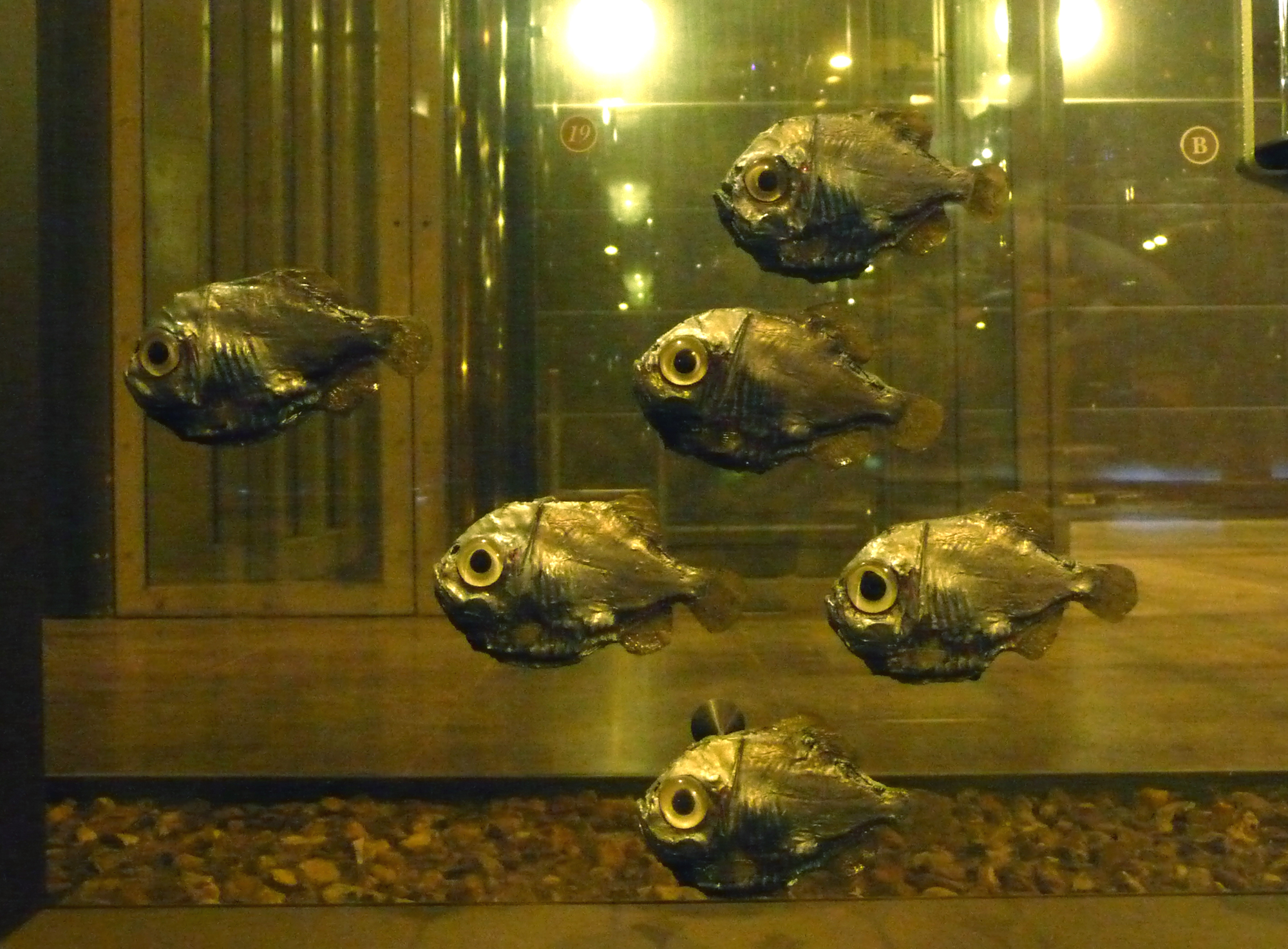
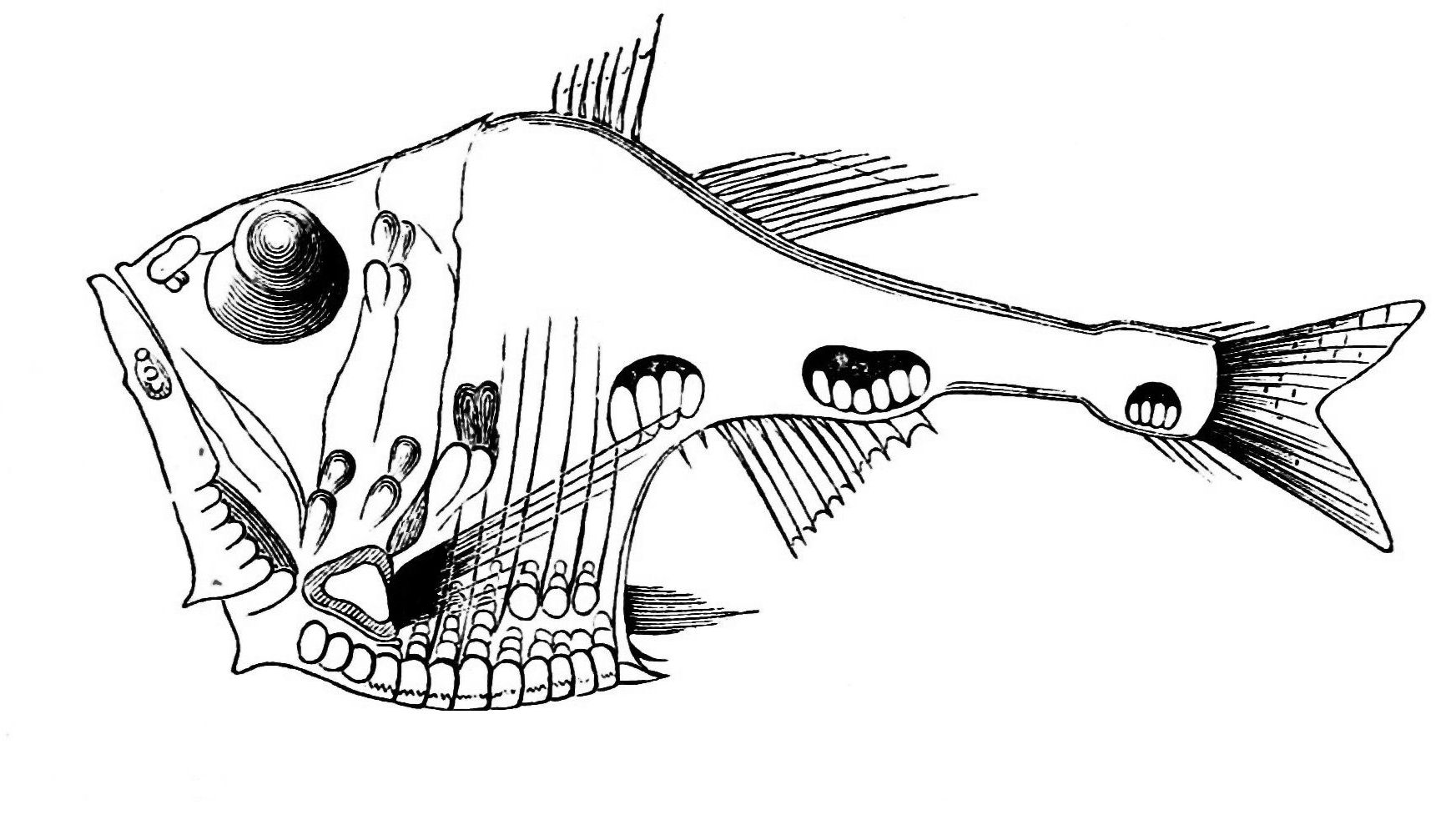
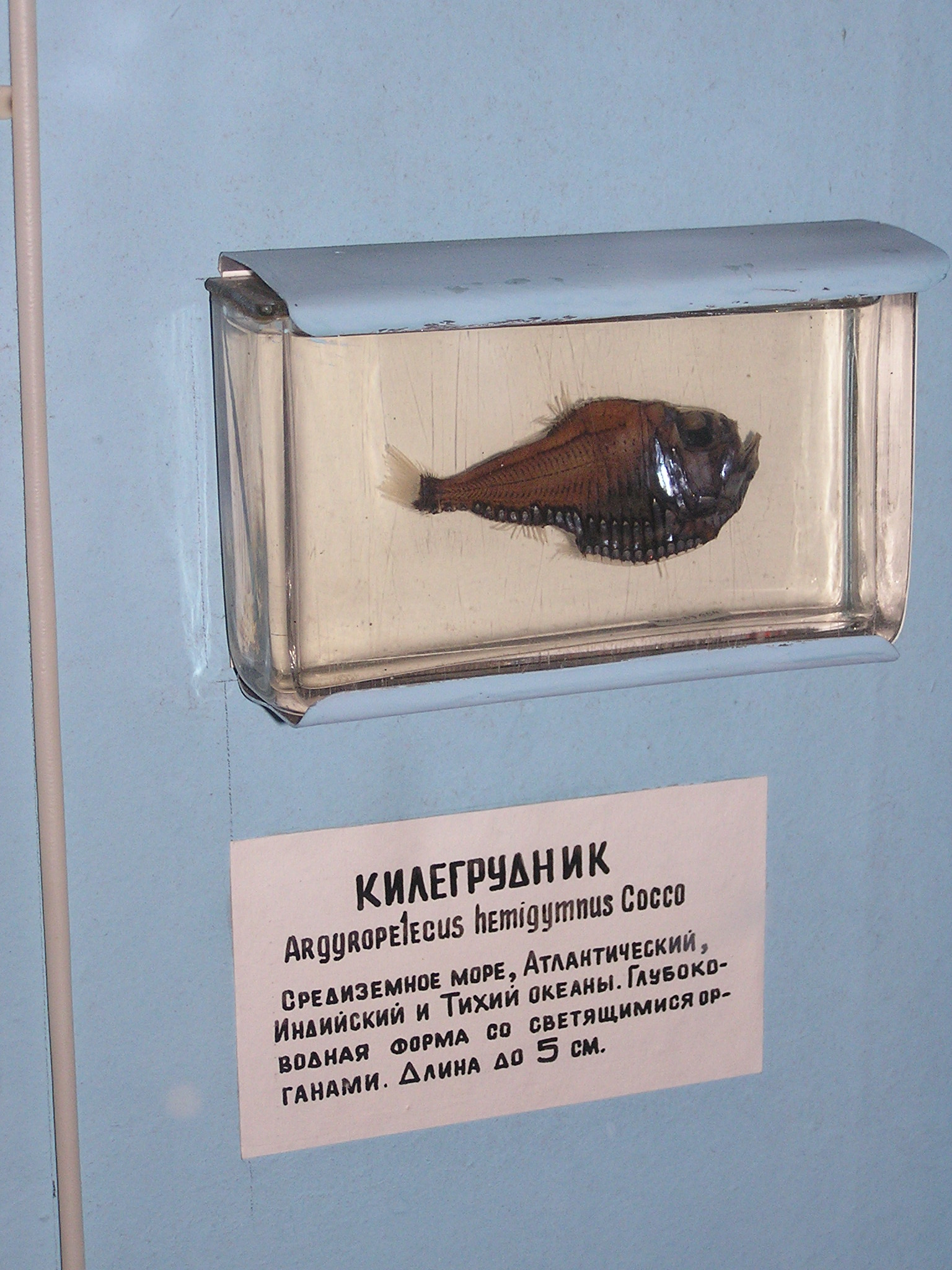
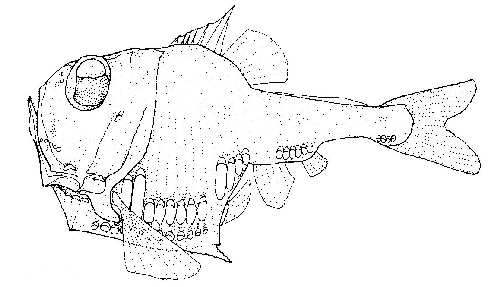
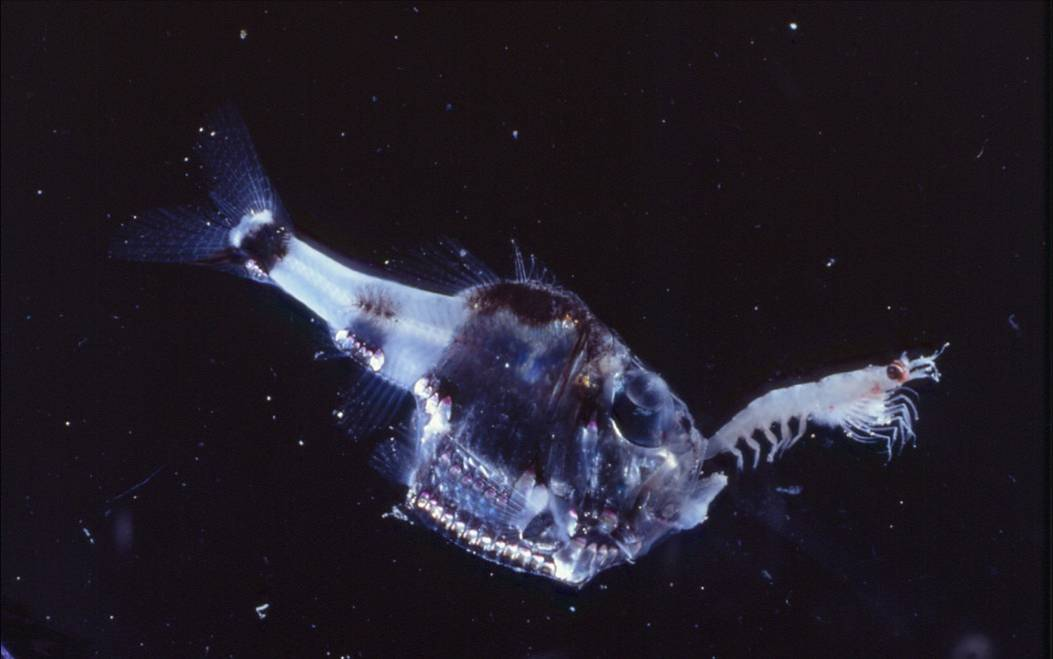